# Anna Lesko
Anna Lesko, născută Anna Stepanivna Lyzhychko (în ucraineană Анна Степанівна Лижичко; n. 10 ianuarie 1979 în Chișinău) este o cântăreață, pictoriță, de origine etnică ucraineană din Republica Moldova, stabilită în România. La vârsta de șaptesprezece ani ea a efectuat o vizită în România, unde a hotărât ulterior să se stabilească.
În anul 2000, artista a decis să se concentreze asupra unei cariere muzicale si a debutat cu piesa Cu tine eu la Festivalul de la Mamaia. În 2002 a apărut și primul material discografic de studio al artistei, Flăcări, ce conține și primul șlagăr al solistei — „Ard în flăcări” — care a rămas până astăzi unul dintre cele mai cunoscute cântece ale sale. La scurt timp a fost lansat un al doilea album, Inseparabili, care a devenit un succes comercial, solista fiind recompensată și cu un disc de aur pentru vânzările înregistrate. Următoarele două discuri lansate — Pentru tine și Ispita — au marcat o schimbare a stilului muzical abordat de interpretă și au reprezentat o consolidare a carierei lui Lesko, lucru materializat prin șlagăre precum „Nu mai am timp”, „Lasă-mă să cred” sau „Anicyka Maya”. În anul 2010, artista și-a lansat cel de-al cincilea material discografic, intitulat Jocul seducției, pentru care solista a lucrat cu o serie de compozitori diferiți, el fiind precedat de două extrase pe single, „Balalaika” și „In My Bedroom”.
În paralel cu activitatea de muziciană, Lesko a făcut o pasiune pentru pictură, fiind consiliată în această artă de personalități notabile, precum Sabin Bălașa și Mircea Novac, primul felicitând-o totodată pe interpretă pentru talentul său. O serie de creații ale sale au fost expuse în Muzeul Național de Artă al României. De asemenea, concomitent cu proiectele sale artistice, Lesko s-a implicat și în campania umanitară 1001 România sau a fost distribuită într-o serie de spoturi televizate pentru diferite produse.

## Anii copilăriei și studiile
Lesko s-a născut pe data de 10 ianuarie 1979 în orașul Chișinău din Republica Moldova — la acea dată parte a Uniunii Sovietice — având origini ruso-ucrainiene. Tatăl interpretei, de profesie inginer constructor, este și el pasionat de muzică, cântând la o serie de instrumente, printre care acordeon sau chitară, în timp ce mama sa a moștenit o afacere de familie, numită Cooperativa. Inițial condusă de bunicul din partea mamei, iar mai apoi de mama artistei, compania producea un ansamblu de articole vestimentare și de încălțăminte. În primii ani de viață, interpreta a prezentat o serie de probleme la coloana vertebrală, ceea ce o obliga să practice exerciții constant. Lesko a fost pasionată de dans, această activitate reprezentând „visul vieții sale”, ea fiind prezentă într-un ansamblu de dansuri populare. Cu toate acestea, nu a rămas în cadrul grupului pentru o perioadă îndelungată, părăsindu-l deoarece această preocupare era prea obositoare. Ea a continuat să se îndrepte spre această zonă artistică, migrând însă spre dansul clasic și cel modern, iar la vârsta de șaptesprezece ani a făcut o călătorie în România, în compania trupei de balet din care făcea parte, pe baza unui contract.
Artista a fost impresionată de această țară și a început formalitățile pentru a fi repatriată aici. Odată încheiată această procedură, Lesko a învățat limba română în compania unei persoane ce nu cunoștea limba rusă, aceasta influențând-o însă să se îndrepte spre o profesie de avocat, ce ar fi ajutat-o să se integreze mai ușor în societate. Concomitent, interpreta a început să dezvolte o pasiune pentru pictură, prin intermediul acesteia reușind „să își transforme cea mai frumoasă parte a sufletului în imagini”. Lesko a intrat la facultatea de Drept din București, unde a întâmpinat o serie de dificultăți, majoritatea fiind legate de limba română și de percepția celor din jur asupra sa, însă aceasta a reușit să își finalizeze studiile.

## Cariera muzicală

### 2000 — 2003: Debutul discografic și «Inseparabili»
În anul 2000, Lesko a decis să se concentreze pe o serie de proiecte muzicale, în acest scop a început să participe la concerte cu formația Direcția 5, alături de care a susținut recitaluri timp de aproximativ un an. Ulterior, în anul 2002 a luat startul promovarea primului său extras pe single, „Ard în flăcări”. Acesta posedă un ritm dinamic, influențe slave și un grup de versuri în limba rusă. Înregistrarea, compusă de producătorul muzical Marius Moga, a beneficiat de un videoclip — filmat în prezența regizoarei Andreea Păduraru — și de o campanie de promovare adiacentă. Păduraru s-a declarat mulțumită de colaborarea cu Lesko, afirmând totodată faptul că aceasta posedă „calități actoricești”. Grație difuzărilor primite din partea posturilor de radio din România, compoziția a intrat în ierarhia națională Romanian Top 100 la finele aceluiași an, reușind să se poziționeze pe treapta cu numărul optzeci și doi. Materialul ce marchează debutul discografic al solistei, Flăcări, a fost distribuit de lanțurile de magazine începând cu luna decembrie a anului 2002, el conținând unsprezece piese, dintre care două remixuri. În ciuda prezenței slabe înregistrare în clasamentul românesc, „Ard în flăcări” a devenit unul dintre cele mai cunoscute cântece din întreaga sa carieră.
La scurt timp, în prima parte a anului 2003, a avut premiera celui de-al doilea single al artistei, „Inseparabili”. Asemeni predecesorului său, acesta a beneficiat de un videoclip și de o campanie de promovare, anunțând totodată lansarea albumului omonim. Distribuirea materialului a luat startul pe data de 28 octombrie 2003, la mai puțin de un an de la debutul său discografic. Pentru a crește popularitatea materialului, artista a început promovarea unui nou extras pe single, alegând de această dată balada „Inocența” și a susținut o serie de concerte, cuprinse într-un turneu. Compoziția s-a bucurat de succes în Romanian Top 100, unde s-a clasat pe locul patruzeci și nouă. La aproximativ cinci luni de la debutul său, albumul a fost recompensat cu un disc de aur pentru cele peste 35.000 de exemplare comercializate, distincție ce i-a fost înmânată artistei de casa de discuri Nova Music în cadrul emisiunii de televiziune Teo Show, difuzată de postul Pro TV și moderată de Teo Trandafir. „Inseparabili” a fost inclus pe albumul de compilație Sete de distracție, alături de șlagăre ale unor artiști precum Bere Gratis, Marius Moga sau Vank.

### 2004 — 2005: Materialul «Pentru tine»
În prima parte a anului 2004, Lesko a reintrat în studioul de înregistrări pentru a concepe un nou album. Spre deosebire de predecesorii săi, noul material a fost influențat de muzica rock, interpreta cooptându-l pe membrul formației Direcția 5 și producătorul Marian Ionescu, care s-a ocupat de realizarea întregului album. Compunerea discului s-a desfășurat pe o perioadă de aproximativ trei luni, materialul, intitulat Pentru tine, fiind lansat la scurt timp de la completarea sa. El a fost precedat de promovarea cântecului omonim, care a beneficiat de un videoclip regizat de Andreea Păduraru — cu care Lesko colaborase anterior la alte materiale. Scurtmetrajul a fost inspirat din stilul vestimentar al lui Marilyn Monroe, artista abordând o înfățișare retro. Asemeni celorlalte extrase pe single lansate anterior de solistă, „Pentru tine”, nu a reușit să se poziționeze în primele patruzeci de trepte ale ierarhiei naționale din România, câștigând doar locul cu numărul șaptezeci și nouă.
La scurt timp, au fost date publicității informații conform cărora Lesko a început pregătirile unui nou videoclip, pentru piesa „Nu mai am timp”, aceasta nefiind însă prezentă pe lista cântecelor incluse pe albumul promovat în acea perioadă. Materialul a fost filmat în București, iar articolele de îmbrăcăminte folosite de solistă au fost realizate de ea însăși în colaborare cu Ramona Stanca. Înregistrarea — o colaborare cu Alex — a beneficiat și de o campanie de promovare adiacentă, ce s-a dovedit un succes, lucru dovedit de clasările notabile obținute în listele oficiale. Ulterior, s-a confirmat faptul că înregistrarea urma să fie inclusă pe o ediție specială a albumului Pentru tine. Cântecul a devenit cel mai mare succes al interpretei de la debutul său, clasându-se pe treapta cu numărul zece în Romanian Top 100, ajutând și la sporirea popularității materialului de proveniență. Versiunea reeditată a discului, inclus o serie de înregistrări adiționale, printre care și un duet cu Cristian Enache, intitulat „Să-mi dai curaj să zbor”. De pe album a mai fost extras un single, intitulat „Lasă-mă să cred”, ce a fost lansat în prima parte a anului 2005 și al cărui videoclip a avut premiera în luna mai a aceluiași an. Scurtmetrajul a fost filmat fără ca artistei să îi fie adus la cunoștință acest fapt, ea fiind în acel moment într-o sedință foto pentru revista The One. Conform website-ului Comunicate de Presă.ro, acest aspect este o premieră pe piața muzicală românească și cea mondială. Un nou turneu național de promovare a fost susținut și pentru acest album, fiind intitulat Anna Lesko — Pentru tine, la care a luat parte și formația Karma, ce a cântat în deschiderea evenimentelor.

### 2005 — 2007: «Ispita» și succesul în clasamente
La finele anului 2005 a început promovarea unui nou produs discografic de studio, Ispita, ce a fost precedat de lansarea unui extras pe single. Cântecul, intitulat „Anicyka Maya”, a fost compus de Laurențiu Duță și conține influențe rusești, adăugate la cererea artistei. Înregistrarea a beneficiat de un videoclip și de o campanie de promovare, aspecte ce au facilitat ascensiunea sa în clasamente. La scurt timp de la lansarea sa, piesa a urcat în top 10 în ierarhia Romanian Top 100, ocupând locul secund timp de o lună de zile și devenind cel mai mare succes al solistei în ierarhia oficială din România. Compoziția a primit o nominalizare la gala premiilor MTV Romanian Music Awards 2006, la categoria „Cea mai bună piesă”, însă trofeul a fost ridicat de formația Morandi, pentru șlagărul „Beijo (Uh la la)”. De asemenea, solista a susținut și un recital pe scena evenimentului, alături de artiști precum Akcent, Direcția 5, Proconsul, Paraziții sau Sugababes. Albumul de proveniență al șlagărului, Ispita, a fost lansat la scurt timp, Lesko declarând că acesta „s-a născut din dorința permanentă de explorare a fenomenului bărbat-femeie”, adăugând faptul că își dorește să își învețe fanii „despre libertatea de a iubi și trăi”. Albumul, ce marchează schimbarea stilului muzical abordat de Lesko, a fost recompensat cu un disc de aur pentru vânzările înregistrate pe teritoriul României, mai precis, peste 10.000 de unități comercializate.
„Anicyka Maya” a fost singurul single promovat de pe album, însă în aceeași perioadă, artista a colaborat cu formația Animal X, imprimând cu aceștia înregistrarea „Ca la început”, ce a fost inclusă pe materialul Derbedei. În ciuda acestui fapt, în momentul în care interpreta a fost solicitată pentru a lua parte la filmările videoclipului adiacent, aceasta i-a informat pe componenții grupului muzical de faptul că se află în imposibilitatea de a realiza acest lucru. Ulterior, Lesko a fost înlocuită de Corina, cu care piesa a fost re-înregistrată, solista luând parte și la filmările unui scurtmetraj în scop promoțional. Formația a declarat într-un interviu acordat publicației bilunare Bravo faptul că au renunțat la proiectul cu Lesko deoarece imaginile lor nu se potriveau. Conform presei din România, artista a renunțat la colaborarea cu Animal X întrucât ar fi fost constrânsă de producătorul său, Laurențiu Duță, pe fondul unui conflict mai vechi dintre acesta și formația antemenționată. Șerban Copot, unul dintre membrii fondatori ai grupului, a declarat la finele anului 2006 faptul că Duță se folosește de faptul că este compozitor și că le impune cântăreților cu care lucrează să nu colaboreze cu Animal X, Lesko fiind descrisă de acesta ca fiind „unealta unei intrigi diabolice”. Artista a continuat cu promovarea unui nou extras pe single, „24” — neinclus pe albumul Ispita. Lansată în format maxi single, înregistrarea a beneficiat de un videoclip, lucru ce a ajutat la creșterea popularității sale. Compoziția a ocupat locul zece în ierarhia națională din România, devenind cea de-a treia reușită de top 10 a solistei în clasament. În aceeași perioadă, artista a cântat în deschiderea evenimentului în care a fost lansat albumul de debut al formației Heaven și a lansat DVD-ul Anna Lesko Video Collection, material ce conține toate videoclipurile filmate de artistă până în acel moment. Înregistrarea „24” i-a adus artistei și o a doua nominalizare la premiile MTV Romanian Music Awards, în 2007, la categoria „Cea mai bună interpretă solo”, însă trofeul a fost adjudecat de Andreea Bănică. De asemenea, la finele anului 2006 Lesko a început o colaborare de scurtă durată cu emisiunea de Divertis, artista interpretând un rol secundar în serialul spectacolului. Solista a apărut în trei episoade, pentru care a filmat timp de trei zile, declarându-se mulțumită de experiența trăită.

### 2007 — prezent: Perioada de tranziție și «Jocul seducției»
În prima jumătate a anului 2007 Lesko a semnat un contract cu casa de discuri Cat Music, sub egida căreia urmau să fie lansate viitoarele sale produse discografice. La scurt timp a început promovarea cântecului „1001 Dorințe”, pe care l-a interpretat și la gala premiilor MTV Romanian Music Awards, acesta fiind primul său single lansat de această companie sub noul angajament. Piesa a debutat în Romanian Top 100 în scurt timp, devenind cel de-al cincilea șlagăr de top 40 al artistei în acest clasament. Videoclipul a fost realizat într-un interval de trei luni și regizat de Bogdan Toader. Un an mai târziu, în 2008, prezentă la emisiunea Răi da' Buni, moderată de Mihai Morar, solista și-a promovat o serie de proiecte adiacente carierei artistice și a interpretat următorul său single, „Ignoranța”, care nu a beneficiat de un videoclip și nu a obținut poziționări remarcabile în clasamentele de specialitate din România. Cântecul a fost realizat în colaborare cu frecventul colaborator al lui Lesko, Laurențiu Duță, dar și în compania lui Gabriel Huiban. În aceeași perioadă, au apărut informații conform cărora solista se afla în studioul de înregistrări pentru a lansa un nou album, colaborând cu producătorii Keo, Laurențiu Duță și Gabriel Huiban.
Ulterior, a început promovarea compoziției „Balalaika” — scrisă de artistă în colaborare cu Claudiu Cota și produsă de Angelika Vasilicov și Dan Griober, cel din urmă ocupându-se și de orchestrație — care a fost lansată ca primul extras pe single al viitorului album. Scurtmetrajul — regizat de același Bogdan Toader — se desfășoară într-o bază militară sovietică ascunsă într-o peșteră sub un oraș bombardat, un scenariu diferit de cele abordate anterior de artiștii din România. În prima parte a anului 2010, Lesko a pornit într-un turneu de promovare, în compania formației Distinto și a solistei Annes, care are drept scop lupta împotriva drogurilor. La scurt timp, în februarie 2010, a fost lansat și cel de-al cincilea material discografic de studio al interpretei, intitulat Jocul seducției. Discul conține toate cele trei extrase pe single lansate în avans — „1001 Dorințe”, „Ignoranța” și „Balalaika” — alături de alte înregistrări noi. Pe album se găsește și o colaborare cu Distinto, remixul compoziției „Russian Love (Katyusha, Ochichiorne, Kalinka)”, ce constituie o compoziție culeasă din folclorul tradițional rusesc. Pentru a crește popularitatea discului, cântăreața a început promovarea piesei „In My Bedroom”, compusă de Connect-R și Chris Mayer. Înregistrarea marchează o schimbare a stilului, Lesko migrând spre zona muzicii dance-house, fiind și prima piesă a solistei în limba engleză ce beneficiază de promovare. Percepția asupra colaborării a fost diferită, însă cântecul a readus-o pe artistă în clasamentele de specialitate din România. Albumul de provenință, Jocul seducției, reprezintă o combinație între o serie de stiluri muzicale, incluzând compoziții interpretate în limbile română, rusă și engleză. Videoclipul șlagărului „In My Bedroom” a fost regizat de Iulian Moga și filmat în clubul bucureștean Bamboo, scurtmetrajul fiind unul dintre cele mai anticipate ale verii anului 2010.
În 2011, lansează un nou single, intitulat “Get it”. Piesa a fost compusă de “vinovații” hitului “Anycika Maya”, Gabriel Huiban și Laurențiu Duță.

## Activitatea ca artist plastic
Pe lângă succesul înregistrat în cariera muzicală, Lesko și-a dedicat o parte din timp și picturii, artă de care aceasta este pasionată. Solista a fost consiliată în acest domeniu de personalități notabile, printre care Sabin Bălașa și Mircea Novac. Cea mai puternică încurajare de a continua pe acest drum a venit din partea pictorul Sabin Bălașa, care în urma vizionării unui grup de lucrări semnate de Lesko, a informat-o pe aceasta că este impresionat, declarându-i: „rusoaico, pentru mine ești o revelație”. Primul tablou pictat de artistă a fost vândut contra unei sume de 3.000 de dolari. De asemenea, o parte dintre operele interpretei sunt expuse într-o galerie a Muzeului Național de Artă al României.
Lesko a postat pe website-ul său și o declarație referitoare la pasiunea sa, afirmând: „Am luat lecții de pictură de la Sabin Bălașa și Mircea Novac. Picturile mele reprezintă extremele stărilor sufletești prin care trec: fericirea și tristețea. Dacă ai multă ambiție, voință, muncești mult pe cont propriu și îți urmazi instinctele satisfacția va fi foarte mare. Mult mai mare decât dacă ar veni cineva cu o temă arhistudiată. Nu cred în critica de specialitate. Pictura ocupă un loc foarte important în viața mea încât nimeni nu m-ar putea despărții de șevalet și culori”. De asemenea, fostul său mentor, Sabin Bălașa a calificat-o pe Anna Lesko drept „una dintre cele mai talentate ființe” pe care le-a întâlnit, fiind „o mare plăcere să-i dau câteva lecții”.

## Imaginea
Lesko este cunoscută pentru articolele vestimentare abordate în interpretările sale live, acestea îmbinând o serie de elemente din portul popular rusesc. Îmbrăcămintea afișată de ea și de dansatoarele care o însoțesc pe scenă și în emisiunile de televiziune este realizată de artistă însăși, fiind ajutată de designeri profesioniști Andreea și Matei Corvin. Lucrările astfel produse sunt finalizate în atelierul celor doi. În timpul unui interviu din mai 2007, solista a declarat faptul că privește vestimentația din punct de vedere artistic și plastic, percepția sa asupra combinației de culorilor și materiale corespunzând unui tablou. De asemenea, interpreta a afirmat faptul că trecerea timpului i-a influențat stilul vestimentar, dar „nu simte nevoia să se inspire din stilul vreunei vedete internaționale”, fiind mulțumită de „aspectul” său.
În anul 2008, Lesko a participat la o ședință foto, găzduită de revista FHM România, pentru realizarea unui calendar. Pentru acest proiect au fost cooptate alte interprete din România, printre care Elena Gheorghe sau Oana Nistor (solista grupului muzical Activ). De asemenea, în anul 2010 solista a fost desemnată de revista Story „cea mai frumoasă vedetă din România”. De-a lungul carierei sale artistice cântăreața a apărut pe coperțile unor reviste precum Bolero, FHM România, Ideal Mariaj, Story sau The One. De asemenea, doar în anul 2004, solista a avut peste douăzeci de apariții pe coperțile publicațiilor din România.
De asemenea, Lesko a fost criticată de presa din România pentru faptul că nu obișnuiește să susțină recitaluri live, fiind totodată blamată de moderatorul de televiziune Cătălin Măruță, care (conform 9am.ro) a făcut o serie de aluzii la adresa solistei în mod constant în cadrul emisiunilor sale. Solista a răspuns acuzațiilor aduse, declarând următoarele: „nu am apărut peste noapte. Am câțiva ani de muncă în spate. Mai bine de un an, am cântat cu Direcția 5, 100% live, iar acum sunt invitată să fac tot felul de demonstrații, să arăt că într-adevăr am voce, dar eu nu simt nevoia să mă justific în fața nimănui. Din punct de vedere artistic, sunt foarte bine, chiar dacă mereu se găsește cineva să comenteze prestația mea artistică”. Lesko a ținut să respingă și afirmațiile conform cărora un solist poate fi complet prelucrat în studioul de înregistrări, mărturisind că „nu e adevărat că din butoane faci orice într-un studio. Asta este o legendă!”. Într-un interviu acordat publicației Evenimentul Zilei interpreta a declarat faptul că „în ceea ce privește cântatul live, și eu, și mulți alți artiști cântăm live de câte ori instalațiile de sunet sau chiar reglajele nu ne batjocoresc”.

## Proiecte adiționale
1001 România
În anul 2007, Lesko s-a implicat în campania 1001 România, ce își propunea să ofere ajutor persoanelor cu posibilități materiale reduse. Prezentă la emisiunea Divertis Mall, difuzată pe postul de televiziune Antena 1, pentru a realiza premiera videoclipului pentru piesa „1001 Dorințe”, cântăreața a ținut să menționeze faptul că similaritățile dintre titulatura campaniei și denumirea compoziție sunt o pură coincidență, șlagărul său nefiind realizat exclusiv pentru acest proiect. În urma unei tombole, solista a extras primul câștigător, o tânără din Republica Moldova ce dorea să își încheie studiile postliceale. Multiple surse citează faptul că interpreta s-a oferit să îi plătească acesteia taxele de studiu până la absolvirea Facultății de Economie a Serviciilor și Comerțului din cadrul Universității „Ștefan cel Mare”. La câteva luni după acest eveniment, câștigătoarea campaniei a acuzat-o pe artistă de faptul că nu și-a ținut promisiunea și singurul lucru pe care și l-a dorit a fost să își îmbunătățească imaginea. În urma acestor declarații, cântăreața a susținut faptul că întreaga acțiune este una menită să îi pericliteze imaginea publică. De asemenea, multiple surse susțin că Lesko a fost dispusă să apeleze la fondurile proprii pentru a-i ajuta pe câștigători. Ulterior, atât Music Management, cât și artista au afirmat faptul că SC 1001 Net Romania, compania care se ocupa de câștigători, nu și-a respectat anumite clauze incluse în contract, urmând să o acționeze în justiție.
Reclame și apariții promoționale
Tot în anul 2007, artista a fost distribuită într-o reclamă de promovare a brandului Dacia. În timpul scurtmetrajului s-a făcut uz și de una dintre înregistrările interpretei, aceasta fiind șlagărul „Anicyka Maya”. La scurt timp după debutul reclamei pe posturile de televiziune, compania a filmat alte cinci spoturi publicitare, fiecare beneficiind de prezența unei alte soliste de muzică ușoară din România, respectiv, Anca Badiu, Andreea Bălan, Andreea Bănică, Delia Matache și Miki.
În 2010, Lesko a fost prezentată și în cadrul unei reclame pentru compania de telecomunicații Vodafone, în care a fost afișată în compania jucătorului de basket Gheorghe „Ghiță” Mureșan. Aceasta a fost una dintre cele două materiale promoționale lansate concomitent, cel de-al doilea prezentându-l pe același Mureșan și pe interpretul Dan Bălan.

## Viața personală
Prima relație a solistei a fost cea cu omul de afaceri Irinel Columbeanu, alături de care a conviețuit timp de opt ani. Cei doi s-au cunoscut în anul 1996, în urma unei vizite efectuate de Lesko în România alături de un ansamblu de dansuri. Aceștia au pășit pe drumuri separate în anul 2004. Referitor la relația pe care a avut-o, artista a declarat următoarele: „Lângă Irinel, am fost foarte fericită. L-am iubit, iar asta a făcut să dureze relația noastră mai bine de opt ani; plus că am fost alături de el în niște momente foarte grele. Relația cu el m-a făcut să completez multe lucruri la personalitatea mea, eu fiind în plin proces de maturizare”. Conform presei din România, Lesko a mai avut relații amoroase cu Marian Ionescu, liderul grupului muzical Direcția 5, Liviu Moreanu, Codin Maticiuc sau Elan Schwartzenberg. De asemenea, referitor la prezența constantă a vieții sale personale în publicațiile românești Lesko a declarat următoarele: „Chiar dacă presa mă cuplează toată ziua bună ziua cu câte cineva, pentru că e suficient să stau de vorbă cinci minute cu un personaj masculin ca să se iște bârfe, de fapt, au fost extrem de puțini bărbați pe care i-am lăsat să exploreze terenul”.
A fost măritată 8 ani cu cîntărețul DJ Vinnie, în urma relației rezultând un fiu. A divorțat în 2020. 

## Discografie
| Albume - Flăcări (2002) - Inseparabili (2003) - Pentru tine (2004) - Ispita (2006) - Jocul seducției (2010) | Albume video - Anna Lesko Video Collection (2006) Maxi single - „24” (2006) |

## Premii și nominalizări
| An   | Eveniment                      | Categorie                 | Lucrare        | Rezultat     | Note   |
| ---- | ------------------------------ | ------------------------- | -------------- | ------------ | ------ |
| 2006 | MTV Romanian Music Awards 2006 | Cea mai bună piesă        | „Anicyka Maya” | Nominalizare | [ 37 ] |
| 2007 | MTV Romanian Music Awards 2007 | „Cea mai bună interpretă” | „24”           | Nominalizare | [ 49 ] |